# Trapper John, M.D.
Trapper John, M.D. je americký televizní seriál z lékařského prostředí a spin-off filmu MASH. V titulní roli Johna „Trappera“ McIntyra se představil Pernell Roberts. Seriál má 151 dílů v 7 řadách a vysílán byl od 23. září 1979 do 4. září 1986 na stanici CBS. Pernell Roberts je tak hercem, který postavu Trappera hrál nejdéle, neboť Wayne Rogers hrál Trappera v seriálu M*A*S*H pouze tři roky; ve filmu byla postava ztvárněna Elliottem Gouldem.

## Děj
Seriál se zaměřuje na osudy doktora Johna McIntyra (přezdívaného Trapper) 28 let po jeho odchodu z 4077th MASH v korejské válce. Během té doby se jeho charakter změnil. Přestal bojovat se systémem a stal se jeho součástí. Je primářem chirurgie v nemocnici v San Francisku. Trapper projevuje nadměrnou ohleduplnost ke svým pacientům, často v rozporu s lékařskými předpisy.
S Trapperem pracuje mladý ctižádostivý doktor George Alonzo Gates (Gregory Harrison), obvykle přezdívaný Gonzo. Má toho mnoho společného s Trapperem, sloužil také v MASH (ale ve válce ve Vietnamu). Jeho smysl pro humor a láska k životu reflektuje mladšího Trappera. Gonzo žije ve svém karavanu, kterému říká Titanic, na parkovišti u nemocnice.

## Obsazení
- Pernell Roberts jako doktor John „Trapper“ McIntyre, M.D.
- Gregory Harrison jako doktor George Alonzo „Gonzo“ Gates, M.D.
- Charles Siebert jako doktor Stanley Riverside II, M.D., nabubřelý, dobře zajištěný, ale přesto schopný lékař, jehož otec je šéfem správní rady nemocnice. Později se oženil se zubařkou E. J. (Marcia Rodd).
- Brian Stokes Mitchell jako doktor Justin „Jackpot“ Jackson, M.D., mladý doktor, jehož náplní života jsou sázky.
- Christopher Norris jako sestra Gloria „Ripples“ Brancusi, mladá zdravotní sestra, která adoptuje nemocnou a opuštěnou dívku Andreu.
- Mary McCarty jako sestra Clara „Starch“ Willoughby, zkušená zdravotní sestra, který sloužila v korejské válce spolu s Trapperem. Po první řadě herečka zemřela, avšak v seriálu je řečeno, že Clara se vdala a odjela pryč.
- Simon Scott jako Arnold Slocum, správce nemocnice, který je často ve střetu s Gonzem a Trapperem, nicméně se obě strany silně respektují. Slocum má pro pacienty pochopení, ačkoliv je pověřen dodržováním předpisů a rozpočtu.
- Madge Sinclair jako sestra Ernestine Shoop. Nahradila Starch na pozici zkušené starší zdravotní sestry v druhé sérii. Madge Sinclair byla za tuto roli třikrát nominována na Emmy.
- Timothy Busfield jako doktor John „J. T.“ McIntyre, Jr., M.D., Trapperův syn, který vystudoval lékařskou fakultu a přijíždí do nemocnice, aby zde byl na stáži.
- Lorna Luft jako sestra Libby Kegler
- Janis Paige jako Catherine Hackett, nová správkyně nemocnice
- Kip Gelman jako doktor Jacob Christmas

## Návaznost na film
Je často uváděno, že po premiéře Trappera Johna, M.D. podali producenti seriálu M*A*S*H žalobu, neboť v seriálu je také postava Trappera, hraná Waynem Rogersem. Tvůrci Trappera Johna, M.D. uvedli, že seriál je spin-offem filmového zpracování MASH, a nikoliv spin-offem seriálového zpracování. Soud nakonec tuto námitku uznal, a to i proto, že seriál produkovala stejná společnost (20th Century Fox).
V seriálu se neobjevuje žádná jiná postava z původního filmu MASH. V podstatě jediné, co seriál spojuje, je postava Trappera.